# Schorberg (Solingen)
Schorberg ist eine Ortslage zwischen den beiden Solinger Stadtteilen Merscheid und Aufderhöhe. An der Schorberger Straße befindet sich heute ein Gewerbegebiet, in dem unter anderem der Mobilitätsdienstleister Europa Service Autovermietung und die Solinger TÜV-Prüfstelle ansässig sind.

## Lage und Beschreibung
Der Ort liegt an der nach ihm benannten Schorberger Straße auf einer Anhöhe südöstlich des Viehbachtales, die nur wenige Häuser umfassende Ortslage befand sich ursprünglich etwa in Höhe der Hausnummern 50 bis 60 in der Mitte der Schorberger Straße. Nördlich verläuft die Bahnstrecke Solingen–Remscheid, dahinter befinden sich das Industriegebiet Schmalzgrube sowie die Landesstraße 141n, die Viehbachtalstraße. Benachbarte Orte sind bzw. waren (von Nord nach West): Weckshäuschen, Merscheid, Schmalzgrube, Klein-Heipertz, Montanushof, Straßen, Greuel, Jammertal und Junkernhäuschen.

## Geschichte
Schorberg ist seit dem frühen 19. Jahrhundert bezeugt. Der Ort gehörte zur Honschaft Barl innerhalb des Amtes Solingen. Die Topographische Aufnahme der Rheinlande von 1824 verzeichnet ihn als Schurberg, ebenso wie die Preußische Uraufnahme von 1844. In der Topographischen Karte des Regierungsbezirks Düsseldorf von 1871 ist der Ort hingegen nicht verzeichnet. In der Preußischen Neuaufnahme von 1893 ist er als Schorberg verzeichnet.
Der Ort gehörte zur Bürgermeisterei Merscheid, die 1856 zur Stadt erhoben und im Jahre 1891 in Ohligs umbenannt wurde.  1815/16 lebten 18, im Jahr 1830 21 Menschen im als Weiler bezeichneten Wohnplatz. Er lag in der Flur VII. Mankhaus. Der nach der Statistik und Topographie des Regierungsbezirks Düsseldorf als Hofstadt kategorisierte Ort besaß zu dieser Zeit zwei Wohnhäuser und ein landwirtschaftliches Gebäude. Zu dieser Zeit lebten zehn Einwohner im Ort, allesamt evangelischen Bekenntnisses. Die Gemeinde- und Gutbezirksstatistik der Rheinprovinz führt den Ort 1871 mit zwei Wohnhäuser und zehn Einwohnern auf. Im Gemeindelexikon für die Provinz Rheinland von 1888 werden zwei Wohnhäuser mit 14 Einwohnern angegeben. 1895 besitzt der Ortsteil zwei Wohnhäuser mit fünf Einwohnern.
Zwischen 1865 und 1867 wurde vom projektierten Bahnhof Ohligs-Wald aus eine Stichstrecke der Eisenbahn bis zum neuen Bahnhof Weyersberg westlich der Solinger Altstadt trassiert. Diese verlief unmittelbar nördlich an Schorberg vorbei. Die Bahnstrecke konnte am 25. September 1867 dem Verkehr übergeben werden. Nach der Fertigstellung der Müngstener Brücke im Jahr 1897 wurde daraus die Bahnstrecke Wuppertal-Oberbarmen–Solingen.:113
Mit der Städtevereinigung zu Groß-Solingen im Jahre 1929 wurde Schorberg ein Ortsteil Solingens. Die noch zu Anfang des 20. Jahrhunderts sehr dünn besiedelte Schorberger Straße wurde in der Nachkriegszeit in Richtung Klein-Heipertz und in Richtung Junkernhäuschen durch einige Wohnhäuser besiedelt. Die neue Wohnsiedlung am Zugspitzweg verband den Ort ab Ende der 1960er Jahre mit dem Nachbarort Straßen. Die Freiflächen zwischen den Wohnhäusern, teilweise auch die Talhänge nördlich von Schorberg, entwickelten sich ab Ende der 1960er Jahre zu einem Gewerbegebiet. In einem großflächigen Bürokomplex am Schorberg war lange Zeit die bundesweit agierende Eventagentur Kogag ansässig, die sich den Komplex nach wirtschaftlichen Schwierigkeiten nach der Finanzkrise 2008/2009 mit anderen Firmen wie der Europa Service Autovermietung sowie einem Callcenter teilt.